# سارا آنزانلو
سارا آنزانلو (انگلیسی: Sara Anzanello; ۳۰ ژوئیهٔ ۱۹۸۰ – ۲۵ اکتبر ۲۰۱۸) ورزشکار والیبال اهل ایتالیا بود.

## حرفه
از باشگاه‌هایی که در آن بازی کرده است می‌توان به آزرایل باکو اشاره کرد.

## جوایز
وی در مسابقات کشوری و بین‌المللی در مجموع برندهٔ ۳ مدال طلا، ۲ مدال نقره، ۲ مدال برنز شده است.